# Nikolaj Majorov
Nikolaj Majorov (* 18. August 2000 in Luleå) ist ein schwedischer Eiskunstläufer. Bis 2023 trat er im Einzellauf an und ist der Schwedische Meister der Jahre 2020 und 2022. Er vertrat Schweden bei den Olympischen Winterspielen 2022. Seit der Saison 2023/24 startet er im Eistanz gemeinsam mit Milla Ruud Reitan.

## Persönliches
Nikolaj Majorovs älterer Bruder Alexander ist ebenfalls ein Eiskunstläufer, der Schweden im internationalen Wettbewerb vertrat. Aufgrund ihres Altersunterschieds von neun Jahren begegneten sie einander im Wettbewerb nur 2018/19, in Alexanders letzter Saison. Ihr Vater, der ebenfalls Alexander Majorov heißt, ist ehemaliger Eiskunstläufer und Eiskunstlauftrainer. Ihre Mutter Irina Majorova ist Tanzlehrerin. Die Eltern stammen aus Russland.

## Sportliche Karriere

### Anfänge
Nikolaj Majorov ist der Schwedische Juniorenmeister des Jahres 2016. Im folgenden Jahr trat er bei den Juniorenweltmeisterschaften an, wo er den 31. Platz belegte.

### Einzellauf

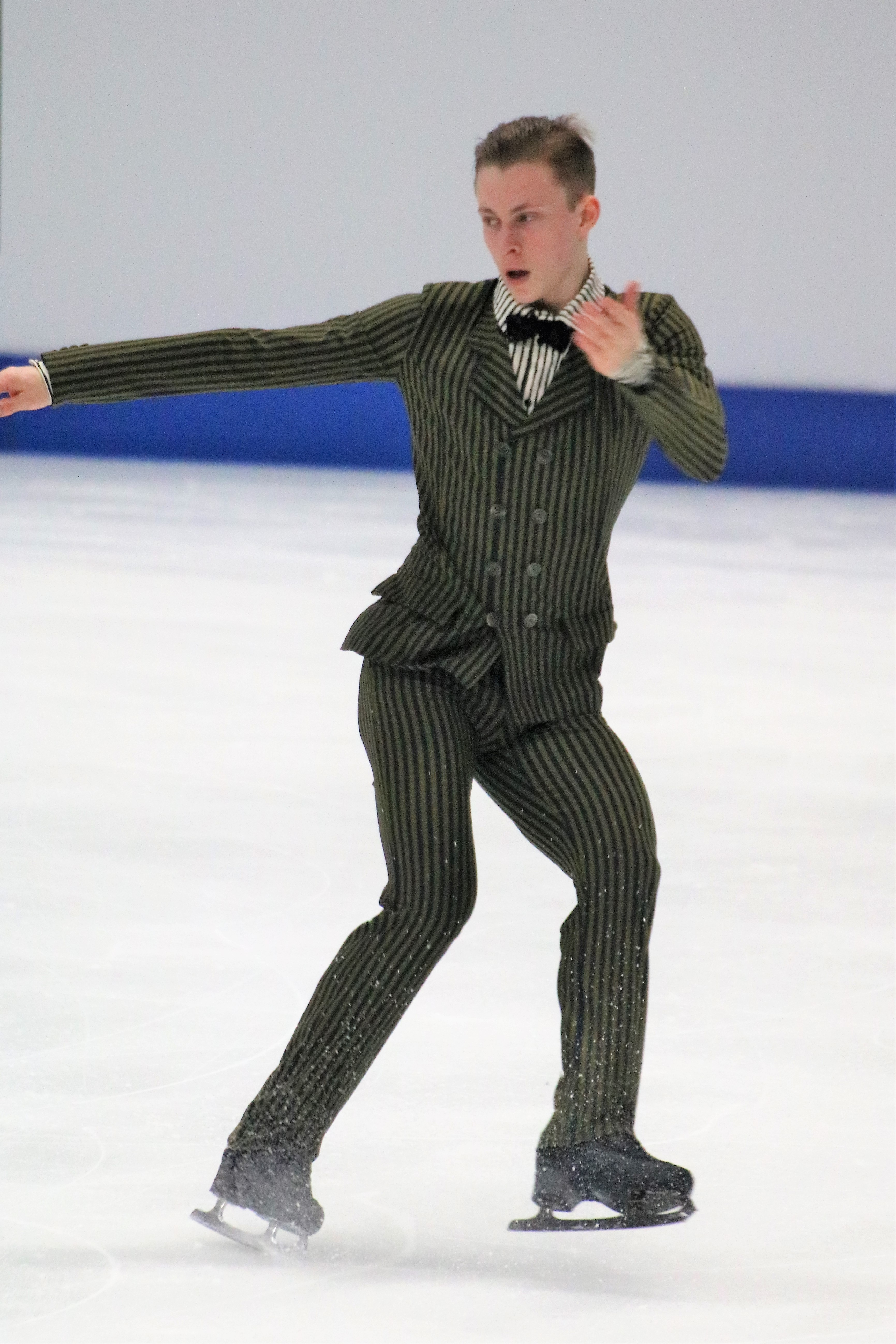
Nikolaj Majorov (2020)

Zur Saison 2018/19 wechselte Majorov von den Junioren- zu den Erwachsenen-Wettbewerben. Er wurde bei den Schwedische Meisterschaften Zweiter hinter seinem Bruder Alexander; 2020 und 2022 wurde er Schwedischer Meister.
Seine höchste Platzierung bei den Europameisterschaften war der 15. Platz im Jahr 2020. Für die Weltmeisterschaften 2020 war Majorov angemeldet, der Wettbewerb wurde aber aufgrund der COVID-19-Pandemie abgesagt. In der folgenden Saison gewann er die Bronzemedaille bei den Nebelhorn Trophy und belegte bei den Weltmeisterschaften den 23. Platz. Sein bestes Ergebnis bei den Weltmeisterschaften war der 19. Platz im Jahr 2022. Im selben Jahr trat Majorov bei den Olympischen Winterspielen in Beijing an, wo er 21. wurde. Bei den Schwedischen Meisterschaften 2023 wurde Majorov Vize-Meister hinter Andreas Nordebäck; dieser erhielt daraufhin den einzigen Startplatz für Schweden bei der Europa- und Weltmeisterschaft. Zum Ende der Saison gab Majorov, den zu diesem Zeitpunkt eine langwierige Rückenverletzung plagte, das Ende seiner Karriere im Einzellauf bekannt.

### Eistanz

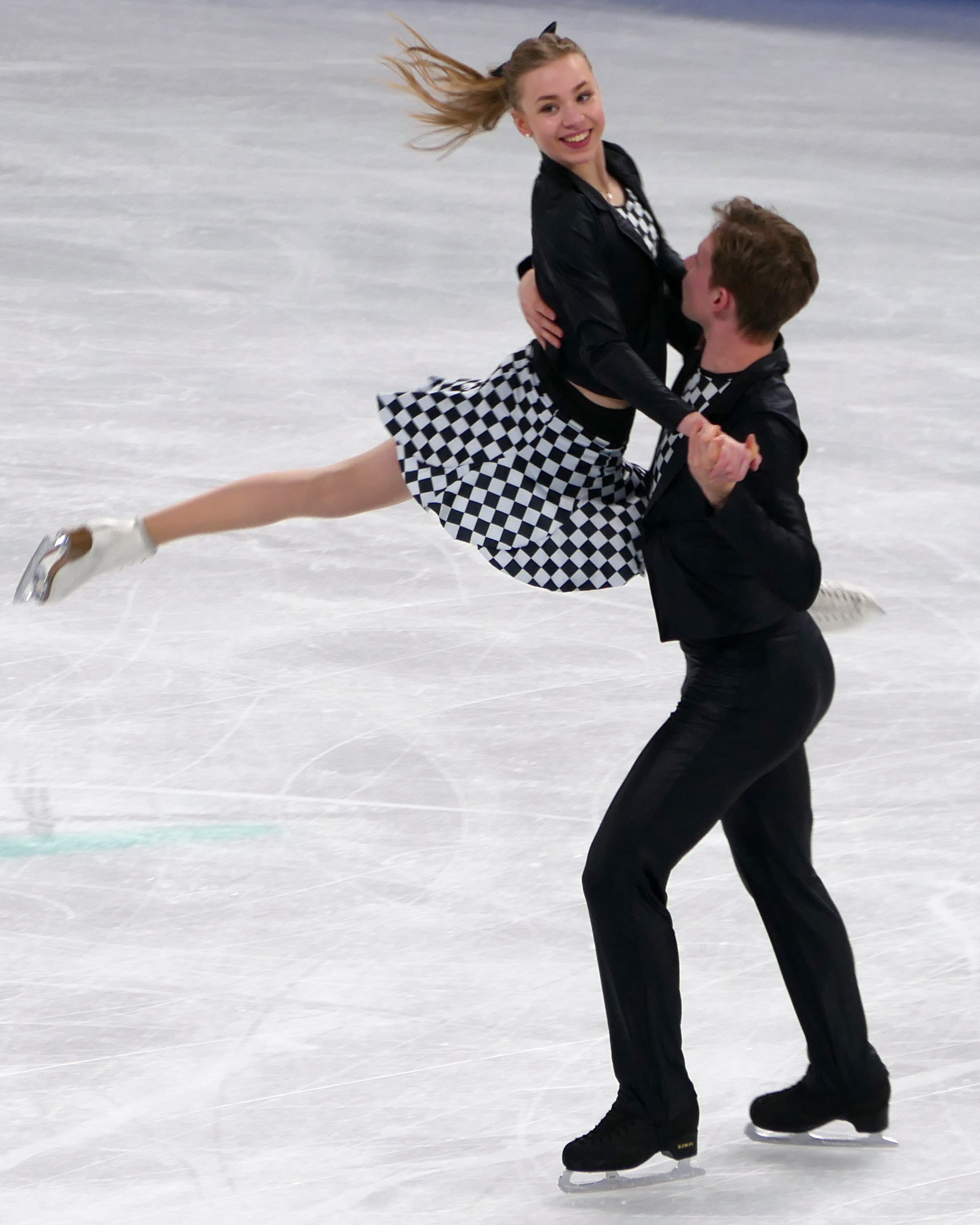
Nikolaj Majorov und Milla Ruud Reitan beim Training für die Eiskunstlauf-Weltmeisterschaften 2024

Kurz nach dem Ende der Saison 2022/23 kündige Majorov, seine Karriere im Eistanz fortzusetzen. Er sei inspiriert von Daisuke Takahashi, der wenige Jahre zuvor nach einer langen und erfolgreichen Karriere im Einzellauf zum Eistanz gewechselt war. Majorov fand eine Partnerin in der aus Norwegen stammenden Eistänzerin Milla Ruud Reitan, die er aus früheren gemeinsamen Trainingscamps kannte. Sie trainieren seit 2023 in Oberstdorf bei Rostislav Sinicyn und Natalia Karamisheva.
Reitan/Majorov gewannen als eines von zwei antretenden Paaren die Schwedische Meisterschaft. Sie traten bei den Europameisterschaften 2024 an und sind das erste schwedische Eistanzpaar seit 1982, das sich für die Weltmeisterschaften qualifiziert hat.

## Ergebnisse

### Einzellauf
| Meisterschaft/Saison                               | 2015/16 | 2016/17 | 2017/18 | 2018/19 | 2019/20 | 2020/21 | 2021/22 | 2022/23 |
| -------------------------------------------------- | ------- | ------- | ------- | ------- | ------- | ------- | ------- | ------- |
| Olympische Winterspiele                            |         |         |         |         |         |         | 21.     |         |
| Weltmeisterschaften                                |         |         |         |         | A       | 23.     | 19.     |         |
| Europameisterschaften                              |         |         |         | 27.     | 15.     |         | Z       |         |
| Grand Prix Finnland                                |         |         |         |         |         |         |         | 6.      |
| Finlandia Trophy                                   |         |         |         | 17.     |         |         | 17.     | 7.      |
| Golden Spin of Zagreb                              |         |         |         | 14.     |         |         | Z       |         |
| Icechallenge                                       |         |         |         |         |         |         |         | 8.      |
| Nebelhorn Trophy                                   |         |         |         |         | 8.      | 3.      |         |         |
| Warsaw Cup                                         |         |         |         |         | 11.     |         | 14.     |         |
| Schwedische Meisterschaften                        |         |         |         | 2.      | 1.      | A       | 1.      | 2.      |
| Schwedische Juniorenmeisterschaften                | 1.      |         | 2.      |         |         |         |         |         |
| Juniorenweltmeisterschaften                        |         | 31.     |         |         |         |         |         |         |
| Z = Teilnahme zurückgezogen; A=Wettbewerb abgesagt |         |         |         |         |         |         |         |         |

### Eistanz
| Meisterschaft/Saison         | 2023/24 |
| ---------------------------- | ------- |
| Weltmeisterschaften          |         |
| Europameisterschaften        | 27.     |
| Budapest Trophy              | 8.      |
| Denis Ten Memorial Challenge | 4.      |
| Nebelhorn Trophy             | 13.     |
| Schwedische Meisterschaften  | 1.      |